# Allophylus sapinii
Allophylus sapinii är en kinesträdsväxtart som beskrevs av François Marie Camille Vermoesen och Lucien Leon Hauman. Allophylus sapinii ingår i släktet Allophylus och familjen kinesträdsväxter. Inga underarter finns listade i Catalogue of Life.